# Mattias Claesson
Mattias Claesson, född 26 juli 1986, är en svensk friidrottare som tävlar i medeldistanslöpning.

## Karriär
Claesson deltog vid EM inomhus 2005 i Madrid där han blev utslagen i försöken på 800 meter. I juli deltog han vid junior-EM i Kaunas i Litauen och vann där guldmedalj på 800 meter. Vid VM i Helsingfors i augusti var han med i det svenska långa stafettlaget som blev utslaget i försöken på 4x400 meter med tiden 3:03,62 (de andra var Jimisola Laursen, Johan Wissman och Thomas Nikitin).
Vid VM inomhus i Moskva år 2006 deltog han ihop med Joni Jaako, Andreas Mokdasi och Johan Wissman i det svenska långa stafettlaget som kom på en fjärdeplats på 4x400 meter med tiden 3:07,32. I föröksheatet satte man nytt svenskt rekord med 3:07,10. Vid EM 2006 i Göteborg slutade han sjua i sin semifinal på 800 meter vilket inte räckte till en plats i finalen.
Vid EM inomhus 2007 i Birmingham var han i final och slutade då på en femte plats på tiden 1.48,72. Han deltog även vid VM i Osaka 2007 och slutade då sexa i sitt försöksheat vilket inte räckte till att få springa i kvartsfinalen.
Vid inomhus-VM 2008 blev han åter utslagen i semifinalen.
Vid inomhus-EM 2009 i Turin blev han bronsmedaljör på 800 meter på tiden 1.49,32. År 2009 deltog han på 800 meter även vid VM i Berlin, men slogs ut som fyra i sitt heat, de  tre främsta gick vidare till semifinal.
Vid inomhus-VM 2010 i Doha, Qatar blev Claesson utslagen i försöken. Han ställde även upp på 800 meter vid EM i Barcelona i slutet på juli men slogs ut efter att ha kommit sjua i sitt försöksheat.
Han belönades år 2008 med Stora grabbars och tjejers märke nummer 497.

## Finnkampen
Mattias Claesson har representerat Sverige i Finnkampen med följande resultat:
- Göteborg 2004
  - Seger på 800 meter, tid: 1:50,66
  - Seger på 4×400 meter, tid: 3:09,79
- Göteborg 2005
  - Seger på 800 meter, tid: 1:50,75
  - Seger på 4×400 meter, tid: 3:07,51
- Helsingfors 2006
  - Seger på 800 meter, tid: 1:51,69
- Göteborg 2007
  - Tredjeplats på 800 meter, tid: 1:52,57

## Personliga rekord
| Utomhus - 200 meter – 21,58 (Sollentuna 29 maj 2005) - 400 meter – 46,53 (Sollentuna 27 maj 2005) - 600 meter – 1:18,51 (Stockholm 22 augusti 2013) - 800 meter – 1:46,36 (Oslo, Norge 3 juli 2009) - 1 000 meter – 2:21,00 (Karlstad 23 juli 2009) | Inomhus - 400 meter – 47,31 (Glasgow, Storbritannien 28 januari 2006) - 600 meter – 1:22,10 (Stockholm 21 februari 2008) - 800 meter – 1:47,39 (Stockholm 20 februari 2007) - 1 500 meter – 3:51,54 (Sätra 2 februari 2008) |

### Fotnoter
1. 1 2 3 4 5 6 7 8 9 10  ”Personsida på European Athletics' webbplats” (på engelska). european-athletics.org. http://www.european-athletics.org/athletes/group=c/athlete=140938-claesson-mattias/index.html. Läst 14 oktober 2018.
2. ↑  ”Karensövergångar 2004”. friidrott.se. 19 november 2004. Arkiverad från originalet den 12 september 2018. https://web.archive.org/web/20180912022147/http://www.friidrott.se/forbundsinfo/overgangar/Karens04.aspx. Läst 14 oktober 2018.
3. 1 2  ”European Athletics Indoor Championships - Turin 2009” (på engelska). european-athletics.org. http://www.european-athletics.org/competitions/european-athletics-indoor-championships/history/year=2009/results/index.html. Läst 27 augusti 2017.
4. 1 2  ”European Athletics U20 Championships - Kangas 2005” (på engelska). european-athletics.org. http://www.european-athletics.org/competitions/european-athletics-u20-championships/history/year=2005/results/index.html#. Läst 18 november 2017.
5. 1 2  Wiger 2006, s. 49.
6. ↑  ”Stora SM 2006, dag 2”. turebergfriidrott.se. Arkiverad från originalet den 10 juni 2015. https://web.archive.org/web/20150610133650/http://turebergfriidrott.se/statistik/SM2006/2006_reslord.htm. Läst 19 april 2013.
7. ↑  ”Stora SM 2007”. trackandfield.se. Arkiverad från originalet den 4 maj 2013. https://archive.is/20130504152109/http://www.proteamonline.se/storage/customers/978/editor/resultat%20sm%20i%20friidrott%202007.html. Läst 19 april 2013.
8. ↑  ”Stora SM 2008, dag 2”. trackandfield.se. Arkiverad från originalet den 14 maj 2021. https://web.archive.org/web/20210514153326/https://www.trackandfield.se/Resultat/2008/080802.htm. Läst 20 maj 2013.
9. ↑  ”Stora SM 2009”. archive.org. Arkiverad från originalet den 13 december 2009. https://web.archive.org/web/20091213202749/http://88.131.109.176/folksam/sm09/resultat.php. Läst 23 april 2013.
10. 1 2  Wiger 2006, s. 160.
11. 1 2  ”Stafett-SM 2006”. idrottonline.se. Arkiverad från originalet den 10 juni 2015. https://web.archive.org/web/20150610132850/http://www2.idrottonline.se/ImageVaultFiles/id_35895/cf_359/2006StafettSM.pdf. Läst 19 april 2013.
12. 1 2  ”Stafett-SM 2007”. http://h24-files.s3.amazonaws.com/151399/452633-nT9Xe.pdf. Läst 28 mars 2015.
13. 1 2  ”Stafett-SM 2008”. Arkiverad från originalet den 9 juni 2009. https://web.archive.org/web/20090609064617/http://www.stafett-sm.se/resultat. Läst 25 mars 2015.
14. ↑  ”Stafett-SM 2009”. ifgota.se. Arkiverad från originalet den 4 mars 2016. https://web.archive.org/web/20160304103354/http://www.ifgota.se/result/Uploaded/stafettsm09.html. Läst 29 maj 2013.
15. 1 2  ”Stafett-SM 2010”. ranas4h.nu. Arkiverad från originalet den 8 december 2015. https://web.archive.org/web/20151208144853/http://www.ranas4h.nu/resultat/2010/stafett-sm.html. Läst 29 maj 2013.
16. 1 2  ”Stafett-SM 2011” (pdf). Arkiverad från originalet den 6 april 2015. https://web.archive.org/web/20150406214723/http://www.proteamonline.se/storage/customers/2202/editor/resultat_2011/Stafett_SM_2011_Res.pdf. Läst 22 maj 2013.
17. 1 2  ”Stafett-SM 2012”. trackandfield.se. Arkiverad från originalet den 19 november 2015. https://web.archive.org/web/20151119081103/http://www.trackandfield.se/resultat/2012/120908_09.htm. Läst 17 april 2013.
18. 1 2  ”Stafett-SM 2014” (pdf). idrottonline.se. Arkiverad från originalet den 2 april 2015. https://web.archive.org/web/20150402184643/http://www3.idrottonline.se/ImageVaultFiles/id_595198/cf_69694/resultat2014-05-27_2.PDF. Läst 25 mars 2015.
19. 1 2  ”Stafett-SM 2015”. smfriidrott.com. Arkiverad från originalet den 24 november 2015. https://web.archive.org/web/20151124055051/http://www.smfriidrott.com/tavling/stafett-sm-2015/resultat. Läst 31 oktober 2015.
20. 1 2  ”Stafett-SM 2016”. trackandfield.se. http://www.trackandfield.se/resultat/2016/160528.htm. Läst 1 november 2016.
21. ↑  Wiger 2006, s. 164.
22. 1 2  ”Stafett-SM 2013”. huddinge-friidrott.org. Arkiverad från originalet den 4 mars 2016. https://web.archive.org/web/20160304222253/http://www.huddinge-friidrott.org/tavlingar/13/stafettsm/resultat.htm. Läst 29 maj 2013.
23. ↑  ”Stora inne-SM 2006 herrar, resultat” (html). friidrott.stockholm.se. http://www.friidrott.stockholm.se/ism2006/resultat/f_man_resultat.html. Läst 6 april 2015.
24. ↑  ”Stora inne-SM 2007, resultat” (htm). idrottonline.se. Arkiverad från originalet den 11 april 2015. https://web.archive.org/web/20150411214031/http://iof2.idrottonline.se/ImageVaultFiles/id_16670/cf_78/070225ism.HTM. Läst 12 april 2015.
25. ↑  ”Stora inne-SM 2008, resultat” (pdf). mai.se. Arkiverad från originalet den 14 april 2015. https://web.archive.org/web/20150414002300/http://www.mai.se/resultat/resultat_inne-sm_2008.pdf. Läst 11 april 2015.
26. ↑  ”Stora inne-SM 2009 dag 2, resultat”. ism2009.se. Arkiverad från originalet den 4 mars 2016. https://web.archive.org/web/20160304222657/http://www.ism2009.se/filer/resultat_dag2.html. Läst 17 juli 2012.
27. 1 2 3 4 5 6 7 8 9  ”Personsida på IAAF:s webbplats” (på engelska). iaaf.org. http://www.iaaf.org/athletes/sweden/mattias-claesson-197662. Läst 14 oktober 2018.
28. ↑  ”European Athletics Indoor Championships - Madrid 2005” (på engelska). european-athletics.org. Arkiverad från originalet den 27 augusti 2017. https://web.archive.org/web/20170827215326/http://www.european-athletics.org/competitions/european-athletics-indoor-championships/history/year=2005/results/index.html. Läst 27 augusti 2017.
29. ↑  ”4X400 Metres Relay Men - 10th IAAF World Championships In Athletics Helsinki (Olympic Stadium), Finland 06 Aug 2005 - 14 Aug 2005” (på engelska). iaaf.org. https://www.iaaf.org/competitions/iaaf-world-championships/10th-iaaf-world-championships-in-athletics-3365/results/men/4x400-metres-relay/heats/result. Läst 13 januari 2017.
30. ↑  ”4x400 Metres Men - 11th IAAF World Indoor Championships Moskva (Olimpiyskiy Stadion), Russia 10 Mar 2006 - 12 Mar 2006” (på engelska). iaaf.org. https://www.iaaf.org/results/iaaf-world-indoor-championships/2006/11th-iaaf-world-indoor-championships-3483/men/4x400-metres-relay/final/result. Läst 23 januari 2017.
31. ↑  ”Oh, så nära medalj för stafettlaget!”. friidrott.se. 12 mars 2006. Arkiverad från originalet den 2 februari 2017. https://web.archive.org/web/20170202074425/http://www.friidrott.se/nyheter.aspx?id=5505. Läst 23 januari 2017.
32. ↑  ”Överlägset JEM-guld för Mattias!”. friidrott.se. 23 juli 2005. Arkiverad från originalet den 1 december 2017. https://web.archive.org/web/20171201042456/http://www.friidrott.se/nyheter.aspx?id=4848. Läst 18 november 2017.
33. ↑  ”Stafettkillarna till final!!”. friidrott.se. 12 mars 2006. Arkiverad från originalet den 2 februari 2017. https://web.archive.org/web/20170202074449/http://www.friidrott.se/nyheter.aspx?id=5500. Läst 23 januari 2017.
34. ↑  ”European Athletics Championships - Göteborg 2006” (på engelska). european-athletics.org. http://www.european-athletics.org/competitions/european-athletics-championships/history/year=2006/results/index.html. Läst 18 april 2017.
35. ↑  ”European Athletics Indoor Championships - Birmingham 2007” (på engelska). european-athletics.org. http://www.european-athletics.org/competitions/european-athletics-indoor-championships/history/year=2007/results/index.html#. Läst 27 augusti 2017.
36. ↑  ”800 Metres Men - 11th IAAF World Championships In Athletics Osaka (Nagai Stadium), Japan 25 Aug 2007 - 2 Sep 2007” (på engelska). iaaf.org. https://www.iaaf.org/competitions/iaaf-world-championships/11th-iaaf-world-championships-in-athletics-3653/results/men/800-metres/heats/result. Läst 13 januari 2017.
37. ↑  ”800 Metres Men - 12th IAAF World Indoor Championships Valencia (Velódromo Luis Puig), ESP, Spain 07 Mar 2008 - 09 Mar 2008” (på engelska). iaaf.org. https://www.iaaf.org/results/iaaf-world-indoor-championships/2008/12th-iaaf-world-indoor-championships-3656/men/800-metres/semi-final/result. Läst 23 januari 2017.
38. ↑  ”1:a seniormedaljen för Mattias”. friidrott.se. 9 mars 2009. Arkiverad från originalet den 27 augusti 2017. https://web.archive.org/web/20170827131505/http://www.friidrott.se/nyheter.aspx?id=9375. Läst 27 augusti 2017.
39. ↑  ”800 Metres Men - 12th IAAF World Championships In Athletics Berlin (Olympiastadion), Germany 15 Aug 2009 - 23 Aug 2009” (på engelska). iaaf.org. https://www.iaaf.org/competitions/iaaf-world-championships/12th-iaaf-world-championships-in-athletics-3658/results/men/800-metres/heats/result. Läst 12 januari 2017.
40. ↑  ”800 Metres Men - 13th IAAF World Indoor Championships  Doha (Aspire Dome), Qatar 12 Mars 2010 - 14 Mar 2010” (på engelska). iaaf.org. https://www.iaaf.org/results/iaaf-world-indoor-championships/2010/13th-iaaf-world-indoor-championships-4144/men/800-metres/heats/result. Läst 22 januari 2017.
41. ↑  ”European Athletics Championships - Barcelona 2010” (på engelska). european-athletics.org. http://www.european-athletics.org/competitions/european-athletics-championships/history/year=2010/results/index.html. Läst 2 april 2017.
42. ↑  ”Stora grabbars märke”. friidrott.se. Arkiverad från originalet den 31 mars 2016. https://web.archive.org/web/20160331202525/http://www.friidrott.se/historik/storagrabbar.aspx. Läst 12 juni 2016.
43. ↑  ”Stora Grabbar personpresentation”. storagrabbar.se. http://www.storagrabbar.se/grabbar_10.html. Läst 12 juni 2016.

### Länkar
- Svenska friidrottsförbundets årsberättelser, resultatbilagorna